# Сан Корадо ди Фуори
Сан Корадо ди Фуори је насеље у Италији у округу Сиракуза, региону Сицилија.
Према процени из 2011. у насељу је живело 449 становника. Насеље се налази на надморској висини од 335 м.